# Middleton-in-Teesdale
Middleton-in-Teesdale è un villaggio dell'Inghilterra, appartenente alla contea del Durham.